# Nervio pectoral lateral
El nervio pectoral lateral es una rama del fascículo lateral del plexo braquial, y a su vez de los segmentos medulares C5 a C7.
Se dirige hacia anterior, junto con la arteria toracoacromial, cruzando la arteria y vena axilares. Luego perfora la fascia clavipectoral, que ocupa el espacio entre los músculos pectoral menor y subclavio, y se distribuye en el músculo pectoral mayor, inervándolo.
Envía un filamento al nervio pectoral medial en su paso por frente a la arteria axilar.

## Galería

Plexo braquial
Esquema del plexo braquial en colores (en inglés)